# Арнотт, Джейсон
Дже́йсон А́рнотт (англ. Jason Arnott; род. 11 октября 1974, Коллингвуд, Онтарио, Канада) — профессиональный канадский хоккеист, игравший на позиции центрального нападающего. Выступал за 6 клубов НХЛ. В настоящее время является скаутом клуба «Сент-Луис Блюз».

## Карьера
На драфте НХЛ 1993 года был выбран в 1-м раунде под общим 7-м номером командой «Эдмонтон Ойлерз». Включён в символическую сборную новичков НХЛ (1994). В составе сборной Канады чемпион мира 1994 года.
Он начал свою карьеру в НХЛ в клубе «Эдмонтон Ойлерз» в сезоне 1993/1994 после того, как выбран седьмым в общем зачете на Драфте 1993 года и был назван лучшим новичком НХЛ. Арнотт выиграл Кубок Стэнли с «Нью-Джерси Девилз» в сезоне 1999/2000, забив победный гол во втором овертайме в шестой игре. В 2002—2006 годах играл за «Даллас Старз», в 2006—2010 годах — за «Нэшвилл Предаторз» (в 2007—2010 гг. — капитан «Нэшвилла»).
Участник матча всех звёзд НХЛ (1997, 2008).
19 июня 2010 года Арнотт был обменян в «Нью-Джерси Девилз» на Мэтта Халищака и выбор во втором раунде драфта НХЛ 2011. 28 февраля 2011 года Арнотта обменяли в «Вашингтон Кэпиталз» на центрфорварда Дэвида Стеккела и выбор во втором раунде драфта НХЛ 2012. 6 июля 2011 года Арнотт подписал годовой контракт как свободный агент на $ 2,5 млн. с «Сент-Луис Блюз».
Завершил карьеру игрока осенью 2013 года.

## Статистика
| Легенда | Легенда                    | Легенда | Легенда                   | Легенда | Легенда    |
| ------- | -------------------------- | ------- | ------------------------- | ------- | ---------- |
| И       | Количество проведённых игр | Штр     | Штрафное время            | +/−     | Плюс-минус |
| Г       | Голы                       | П       | Голевые передачи          | О       | Очки       |
| -       | Статистика неизвестна      | —       | Статистика не учитывалась |         |            |